# Leucania calpota
Leucania calpota är en fjärilsart som beskrevs av Smith 1908. Leucania calpota ingår i släktet Leucania och familjen nattflyn. Inga underarter finns listade i Catalogue of Life.